# Кастелан (администрација)
Кастелан је био феудални назив за администраторе замка, тврђаве са околном територијом. Каштелани су имали и своју војну посаду и управнике. 

## Етимологија
Кастелан излази из латинске речи лат. Castellanus, придјев за град (лат. castellum). 